# El gran diseño
El gran diseño (en inglés The Grand Design) es un libro de divulgación científica escrito por los físicos Stephen Hawking y Leonard Mlodinow, publicado en inglés por la editorial estadounidense Bantam Books el 7 de septiembre de 2010 -el 9 de septiembre en Reino Unido y en español por la Editorial Crítica el 15 de noviembre de 2010. 
Los autores señalan que la teoría del campo unificado (teoría basada en un modelo del principio del Universo, propuesto por Albert Einstein y otros físicos para unificar dos teorías anteriores consideradas diferentes) puede no ser correcta. El libro examina la historia de los conocimientos científicos sobre el universo y explica la teoría M de 11 dimensiones, una teoría que apoyan muchos físicos modernos.
Los autores también consideran que la invocación de Dios no es necesaria para explicar el origen del universo, y que el Big Bang es consecuencia única de las leyes científicas de la física.

## Contenido
El libro analiza la historia del conocimiento científico sobre el universo. Comienza con los filósofos griegos -concretamente los llamados jónicos o físicos, algunos de los miembros de la denominada filosofía presocrática-, quienes afirmaron que la naturaleza se regía por leyes y no por la voluntad de los dioses. Desde los presocráticos hay que saltar hasta Nicolás Copérnico quien recupera la importancia de que las leyes teóricas se correspondan con las evidencias empíricas, lo que le obligó a situar a la Tierra fuera del centro del universo.
Los autores también describen la teoría de la mecánica cuántica utilizando, como ejemplo, el movimiento probable de un electrón en torno a una habitación.

### Realismo dependiente del modelo
El libro es una aproximación de la física moderna a los términos filosóficos de antaño,  ya que el mismo autor considera que la filosofía ha quedado rezagada con respecto a la ciencia moderna, sobre todo la física.  Hawking adopta una posición filosófica llamada realismo dependiente del modelo para zanjar el eterno debate filosófico ontológico entre el antirrealismo y el realismo.   Esta posición filosófica no busca el modelo que deba ser el real sino el modelo del cosmos que más se ajuste con las observaciones.

### Formación de universos
La afirmación central del libro es que la teoría de la mecánica cuántica y la teoría de la relatividad pueden ayudarnos a entender cómo podrían haberse formado universos de la nada basándose en la Teoría del Universo de Energía Cero.
Hawking y Mlodinow explican, de forma consistente con la Teoría M, que de la misma manera que la Tierra es solo uno de los planetas de sistema solar, de la misma manera que nuestra Vía Láctea galaxia es solo una de las muchas galaxias existentes, lo mismo puede aplicarse a nuestro universo: puede ser uno de un gran número de universos.
El libro concluye con la afirmación de que sólo algunos universos de los universos múltiples (o multiverso) soportarían la vida -en cualquiera de sus formas-. Nosotros, por supuesto, nos encontramos en uno de esos universos. Las leyes de la naturaleza, -que son necesarias para que las formas de vida puedan existir en algunos universos- aparecen por pura casualidad y se rigen por el principio antrópico).

## Hawking y la contingencia de Dios
Incluso antes de la publicación del libro, en junio del 2010, en una entrevista para ABC News, se le preguntó a Stephen Hawking si podía imaginar un punto en el que ciencia y religión se encontrarán de algún modo, y Hawking contestó que «es más sencillo que Corea del Norte gane el Mundial de Fútbol», y añadió: «Existe una diferencia fundamental entre ciencia y religión. La religión se basa en la autoridad, y la ciencia se basa en la observación y la razón. La ciencia vencerá porque funciona». En septiembre de 2010, según extractos de su libro The Grand Design, publicados por el periódico The Times, Hawking dice que una nueva serie de teorías torna superfluo pensar en la existencia de un creador del Universo, que Dios no creó el Universo y que el Big Bang fue la consecuencia inevitable de las leyes de la física. 

«Dado que existe una ley como la de la gravedad, el Universo pudo y se creó de la nada. La creación espontánea es la razón de que haya algo en lugar de nada, es la razón por la que existe el Universo, de que existamos. No es necesario invocar a Dios como el que encendió la mecha y creó el Universo».

La publicación de los extractos del libro escrito junto a Leonard Mlodinow The Grand Design, en los que manifiesta básicamente que Dios no creó el Universo, causó, ya antes de la publicación, una fuerte polémica y críticas por parte de los representantes de numerosas religiones. Por ejemplo, Stephen M. Barr, profesor de física en la Universidad de Delaware, sostiene que la teoría de la creación cuántica no explica, ni puede hacerlo, por qué existe el universo.
No obstante, y más allá de la interpretaciones cuánticas del tiempo imaginario o la del multiverso,  la aproximación filosófica del libro es la del realismo modelo dependiente, es decir, sus conclusiones están fundamentadas no únicamente en modelos interpretativos de la física cuántica.   La filosofía del realismo basado en el modelo no habla de que modelo es el real sino cual es más consistente con las observaciones como, por ejemplo,  ¿qué es más consistente con las observaciones: las edades del modelo bíblico del génesis o la teoría del big bang?.
En respuesta a las críticas por su libro, Hawking ha manifestado que «Uno no puede probar que Dios no existe, pero la ciencia hace a Dios innecesario» («One can't prove that God doesn't exist, but science makes God unnecessary»). En la entrevista que aparece en la BBC-4 -documental Genius of Britain- manifiesta no creer en un dios personal.

## Publicación
- 2010 - The Grand Design, Stephen Hawking y Leonard Mlodinow, Bantam Books, ISBN 0-553-80537-1.
- 2010 - El gran diseño Stephen Hawking y  Leonard Mlodinow, Editorial Crítica, ISBN 978-84-9892-172-4[20][21]

- El misterio del ser, Capítulo 1 de El gran diseño, El País, Babelia, 8/11/2010